# Vela als Jocs Olímpics d'Estiu de 1932
Als Jocs Olímpics d'Estiu de 1932 celebrats a la ciutat de Los Angeles (Estats Units) es disputaren quatre competicions en vela esportiva. Aquesta competició es desenvolupà entre els dies 5 i 12 d'agost de 1932 al Port de Los Angeles.

## Comitès participants
Hi participaren un total de 58 regatistes, tots ells homes, d'11 comitès nacionals diferents:
- Alemanya (1)
- Àustria (1)
- Canadà (13)
- Espanya (1)
- Estats Units (22)
- França (3)
- Itàlia (1)
- Països Baixos (3)
- Regne Unit (3)
- Sud-àfrica (3)
- Suècia (7)

## Resum de medalles
| Prova                   | Or | Plata | Bronze                                                                           |
| Monotip Olímpic detalls | Jacques Lebrun | Bob Maas | Santiago Amat                                                                    |
| Classe Star detalls     | Estats Units · JupiterGilbert Gray · Andrew Libano | Alemanya · JoyGeorge Colin Ratsey · Peter Jaffe                                                                        | Suècia · Swedisk StarGunnar Asther · Daniel Sundén-Cullberg                      |
| 6 metres detalls        | Suècia · BissbiTore Holm · Martin Hindorff · Olle Åkerlund · Åke Bergqvist | Estats Units · GallantRobert Carlson · Temple Ashbrook · Frederic Conant · Charles Smith · Donald Wills · Emmett Davis | Canadà · CapricePhilip Rogers · Gerald Wilson · Gardner Boultbee · Kenneth Glass |
| 8 metres detalls        | Estats Units · AngelitaJohn Biby · William Cooper · Carl Dorsey · Owen Churchill · Robert Sutton · Pierpont Davis · Alan Morgan · Alphonse Burnand · Thomas Webster · John Huettner · Richard Moore · Kenneth Carey | Canadà · Santa MariaErnest Cribb · Harry Jones · Peter Gordon · Hubert Wallace · Ronald Maitland · George Gyles        | No es concedí                                                                    |

## Medaller
| Posició | País          | Or | Argent | Bronze | Total |
| 1       | Estats Units  | 2  | 1      | 0      | 3     |
| 2       | Suècia        | 1  | 0      | 1      | 2     |
| 3       | França        | 1  | 0      | 0      | 1     |
| 4       | Canadà        | 0  | 1      | 1      | 2     |
| 5       | Alemanya      | 0  | 1      | 0      | 1     |
| 5       | Països Baixos | 0  | 1      | 0      | 1     |
| 7       | Espanya       | 0  | 0      | 1      | 1     |